# Günter Adam
Günter Adam (* 8. Dezember 1932 in Mühlhausen/Thüringen; † 29. März 2019 in Halle) war ein deutscher Chemiker und Hochschullehrer.

## Leben
Günter Adam studierte an der Friedrich-Schiller-Universität Jena Chemie und promovierte über Alkaloide aus Nachtschattengewächsen. 1979 wurde er Professor für Naturstoffchemie an der Martin-Luther-Universität Halle-Wittenberg. Dort beschäftigte er sich mit Herbiziden und Wachstumsregulatoren und erforschte die Brassinosteroide. 1995 wurde Adam mit dem vietnamesischen Orden der Völkerfreundschaft ausgezeichnet. Außerdem erhielt er den Friedrich-Wöhler-Preis und die Leibniz-Medaille. Er veröffentlichte über 400 wissenschaftliche Fachartikel.
Er wurde auf dem halleschen Stadtgottesacker bestattet.